# Sherlock Holmes: Chapter One
Sherlock Holmes: Chapter One (с англ. — «Шерлок Холмс: Глава первая») — компьютерная игра в жанре action-adventure из серии «Шерлок Холмс», разрабатываемая компанией Frogwares. Также, это первая игра в серии, которая издана самой Frogwares. Описываемая как «история происхождения» (англ. origin story), игра рассказывает о молодом Шерлоке Холмсе, который пытается раскрыть тайну в доме своей семьи на средиземноморском острове Кордона после смерти своей матери.

## Сюжет
Через десять лет после смерти его матери, Вайолет Холмс, 21-летний Шерлок Холмс возвращается на остров Кордона вместе со своим компаньоном Джоном. Поселившись в бывшей резиденции своей семьи, полуразрушенном поместье Стоунвуд, Холмс встречает эксцентричного галериста Вернера Фогеля, который намекает, что подробности смерти Вайолет Холмс могут быть нераскрытыми. Ранее предполагая, что причиной смерти был туберкулез, Холмс начинает исследовать незавершенные дела по этому делу. Разыскивая бывшего друга семьи, который недавно был убит, Холмс начинает собирать воедино события из своих неоднозначных детских воспоминаний и выясняет, что Вайолет, вопреки утверждениям его брата Майкрофта, не страдала туберкулезом, а на самом деле страдала от тяжелого психического расстройства из-за смерти своего мужа, Сигера. Врач-ординатор, швейцарский врач Отто Рихтер наблюдает за терапией Вайолет и использует противоречивый и экспериментальный подход, погружая Вайолет в первоначальные условия, которые привели к её срыву. Майкрофт, используя свои контакты и влияние, проверяет биографию доктора, но поиск не обнаруживает ничего полезного, кроме академических данных и отчужденного брата по имени Клаус.
После того, как Шерлок открывает частный музей разоблаченных и причудливых артефактов своей матери, он вспоминает инцидент, когда Отто Рихтера жестко ругал Майкрофт, который позже, похоже, дал показания против доктора из-за его врачебной халатности. По мере того как Холмс постепенно восстанавливает свои подавленные воспоминания, его товарищ Джон оказывается воображаемым другом, известным только братьям Холмсу и общающимся только с младшим Шерлоком. Дальнейшие разоблачения оказывают неблагоприятное воздействие на Джона, который умоляет Шерлока больше не выполнять свою миссию и двигаться дальше. Во время расследования убийства на балу-маскараде в особняке видного члена островного сообщества Холмс встречает пожилого полицейского, который предоставляет Шерлоку недостающую информацию, чтобы завершить его поиски.
В кульминационном воспоминании десятилетнего Шерлока Холмса происходит прогулка со своей больной матерью по их саду; Вайолет становится яростно взволнованной напоминанием своего сына о том, что Сигер Холмс давно умер и у неё случается психотический эпизод, когда она пытается утопить Шерлока в садовом пруду, что объясняет его сильную гидрофобию. Выбор аргументации игрока определяет концовку; если вывод таков, что Шерлок (с невольной подсказки Джона) дал успокоительное своей матери, она испытала аллергическую реакцию и умерла, несмотря на попытку Отто Рихтера провести трахеотомию. Майкрофт знал о вине Шерлока, но, чтобы уберечь его, обвинил во всём доктора Рихтера и скрывал от брата правду. Другая возможность состоит в том, что Рихтер усыпляет безнадежную Вайолет и арестован Майкрофтом под прицелом его пистолета. Во всех случаях Майкрофт возвращается и успокаивает своего потрясенного брата. Шерлок и Джон переживают горькое или трагическое прощание, в зависимости от того, винит ли Шерлок Джона в смерти своей матери и / или в том, что он все время скрывает от него правду. В конце концов, Джон рассеивается.
В последний раз прощаясь с матерью, Холмс сталкивается с Вернером Фогелем, который, как он понял, был Клаус Рихтер, младший брат Отто Рихтера. Несмотря на явную враждебность Холмса к нему, Фогель утверждает, что, побудив его противостоять своему прошлому, он превратил Шерлока «из Сизифа в Озимандию», позволив ему отбросить свои пристрастия и явить его миру. В конце концов, в зависимости от выбора Шерлока, он либо покидает Кордону из-за смерти матери, либо из-за тоски. После короткого рассказа о его поступлении в Кембриджский университет, его интересе к химии и его занятиях уголовным расследованием, игра завершается сценой самой первой встречи Шерлока Холмса и доктора Ватсона в морге больницы Бата в первой главе «Этюда в багровых тонах», где Шерлок был шокирован точным сходством своего нового соседа по квартире со своим выдуманным другом детства.

## Отзывы критиков
| Сводный рейтинг       | Сводный рейтинг                        |
| Агрегатор             | Оценка                                 |
| --------------------- | -------------------------------------- |
| Metacritic            | (PC) 77/100 (PS5) 73/100 (XBXS) 73/100 |
| OpenCritic            | 74/100                                 |
| «Критиканство»        | 67/100                                 |
| Иноязычные издания    |                                        |
| Издание               | Оценка                                 |
| GameSpot              | 7/10                                   |
| GamesRadar+           | [ 7 ]                                  |
| IGN                   | 6/10                                   |
| Jeuxvideo.com         | 15/20                                  |
| PC Gamer (US)         | 80/100                                 |
| Push Square           | [ 11 ]                                 |
| Русскоязычные издания |                                        |
| Издание               | Оценка                                 |
| 3DNews                | 5/10                                   |
| GoHa.Ru               | 5/10                                   |
| Riot Pixels           | 67/100                                 |
| StopGame.ru           | Проходняк                              |